# Lavr Kornilov
Lavr Gueórguievich Kornilov (em russo:  Лавр Гео́ргиевич Корни́лов, IPA: [ˈlavr kɐrˈnʲiləf]; Ust-Kamenogorsk, 18 de agostojul./ 30 de agosto de 1870greg. – Krasnodar, 31 de marçojul./ 13 de abril de 1918greg.) foi um oficial de inteligência militar, explorador e general do Exército Imperial Russo durante a Primeira Guerra Mundial e a subsequente Guerra Civil Russa. Atualmente é mais lembrado pelo mal sucedido "Golpe de Kornilov" em agosto/setembro de 1917, que pretendia fortalecer o governo provisório de Alexander Kerensky, mas que levou Kerensky, posteriormente, a prender e acusar Kornilov de tentar um golpe de Estado, e, finalmente, terminou por minar o governo Kerensky; fortalecendo as reivindicações e o poder dos sovietes e do Partido Bolchevique.
Kornilov escapou da prisão em novembro de 1917 e subsequentemente tornou-se o comandante militar do Exército Voluntário anti-bolchevique, que assumiu a liderança da oposição aos comunistas bolchevique no sul da Rússia. Ele e suas tropas estavam em grande desvantagem numérica em muitos dos seus encontros, e ele foi morto por um projétil em 13 de abril de 1918 enquanto cercava katerinodar, a capital da República Soviética de Kuban.